# Carlos Laborda
Carlos José Laborda y Clau (Barbuñales, Huesca, 4 de noviembre de 1783-Palencia, 8 de febrero de 1853) fue un eclesiástico español, llegando a ser obispo de Palencia y conde de Pernía.  

## Biografía
Nació el 4 de noviembre de 1783] en la casa familiar de Barbuñales, hijo de José Antonio Laborda Escario y de su esposa Clara Clau Tierz, ambos de linajes infanzones. La casa solariega de la familia subsiste en la actualidad y está datada en los siglos XVI-XVII. 
Estudiante de Filosofía y Teología en el seminario conciliar de Lérida, y doctor en esta última materia por la Universidad de Huesca, fue racionero de Pertusa y cura de su pueblo natal, canónigo de la colegiata de Tamarite y arcipreste de Tarazona, donde su obispo Jerónimo Castillón le nombró gobernador eclesiástico de la diócesis.
Por motivos que se desconocen, estuvo exiliado en Francia durante el Trienio Liberal (1820-23). A su regreso estuvo propuesto para el obispado de Canarias y posteriormente para el de Albarracín, pero rechazó ambos; más tarde fue arcipreste de Zaragoza y presidente del Hospital General.
En 1831, a instancias del arzobispo de Zaragoza Bernardo Francés, aceptó el obispado de Palencia para el que había sido propuesto por Fernando VII. 
Recibió la consagración en junio de 1832, de manos del arzobispo de Zaragoza, asistido por el obispo de Tudela Ramón María de Azpeitia y por el de Teruel José Asensio.  
Su episcopado estuvo trágicamente marcado por la epidemia de cólera morbo de 1834, que dejó el diez por ciento de muertos entre sus feligreses, y sobre todo por el anticlericalismo desatado en la época: en 1834 había habido cruentos ataques contra los religiosos en Madrid y al año siguiente en Barcelona y Zaragoza, las relaciones con la Santa Sede estaban rotas, las autoridades civiles reclamaban la recaudación entre el clero de fondos para la guerra contra los carlistas, y el gobierno decretaba la supresión de la Compañía de Jesús, el cierre forzoso de la mitad de los establecimientos religiosos y la desamortización de sus bienes.
En este contexto, cuando el gobernador civil de Palencia solicitó al obispo el censo de los edificios que debían ser desocupados y del clero que debía ser exclaustrado, Laborda abandonó inesperadamente su diócesis "por no permitir su conciencia cumplir algunos de los Reales Decretos que se le habían comunicado por el Ministerio de Gracia y Justicia". 
Con la intención de encaminarse a Santander y desde allí embarcar al extranjero, emprendió la fuga disfrazado de comerciante, con un pasaporte falso y cerca de cuarenta mil reales en oro, pero a la altura de Villalta fue detenido por los carabineros, y conducido a Poza para después ser juzgado en Burgos. 
Fue hallado culpable de desobediencia al gobierno y de fuga de su puesto, y condenado a destierro en Ibiza durante el tiempo que durase la guerra.
Regresó a la diócesis en abril de 1844; durante los años siguientes estuvo ocupado en la visita pastoral a los pueblos de su diócesis, la colaboración junto con el obispo de Lérida Pedro Cirilo y el de Barcelona José Domingo en la ordenación de los seminarios y de sus planes de estudios, la reposición de las dignidades de la catedral, que había sido interrumpida durante la guerra, y la redacción de los nuevos estatutos, que se aprobaron en enero de 1853. 
Fallecido al mes siguiente de una congestión pulmonar, fue sepultado en la capilla de la Purísima de la Catedral de Palencia, donde un año más tarde se colocó una lápida con un epitafio compuesto por su amigo José María Quadrado.